# JPod (serie de televisión)
jPod es una serie cómica de televisión basada en la novela con el mismo nombre, jPod, del escritor Douglas Coupland. Fue estrenada por la corporación canadiense CBC Television el martes 8 de enero de 2008 a las 21:00. Con el estreno del quinto episodio la serie se pasó a los viernes a la misma hora. En España las serie fue estrenada por el canal Buzz el miércoles 26 de marzo de 2008 a las 22:30, siendo esta su franja de emisión habitual.
El 4 de abril de 2008 se anunció su cancelación por parte de CBC Television debido a los bajos índices de audiencia que había obtenido hasta entonces. A pesar de la cancelación se emitieron todos los episodios menos el 11 que se emitió directamente por internet, y además algunos fanes de la serie se han movilizado para salvar JPod.
Los créditos iniciales de la serie están acompañados por el tema "Flutter" del DJ Bonobo. Producida por I’m feeling lucky Productions para CBC, jPod fue creada por Douglas Coupland y Michael MacLennan. Coupland además es coescritor de alguno de los primeros episodios.

## Argumento
jPod cuenta la historia de la peculiar vida de Ethan Jarlewski (David Kopp) y sus cuatro compañeros de trabajo en Neotronic Arts frente al mundo que les rodea "mafías chinas, jefes cabezones, escarceos sexuales, la realeza británica y el gore ligado a los videojuegos". Los cinco compañeros trabajan juntos debido a un fallo del sistema que creó el grupo reuniendo a los empleados cuyo apodo empieza por la letra J, por ello fueron denominados jPod por la empresan en la que trabajan. jPod está formado por Ethan, Bree, Vaquero Cáncer y John Doe, a los que más tarde se les añadirá Katilin Joyce, que parece haber sido recién contratada al comienzo de la serie.
La serie comienza cuando les asignan un nuevo jefe, Steve, que desde el comienzo cambia las características iniciales del juego que están desarrollando en jPod, por ello el equipo intenta frenar los cambios y continuar con la versión original del juego. Pero a pesar de ello no cambian su filosofía de trabajo: Hacer el menor trabajo posible.
Ethan, el protagonista, tiene problemas mayores que los cambios en el trabajo. Sus padres, Jim (Alan Thicke) y Carol, parecen ciudadanos normales de clase media, pero ambos tienen extrañas vidas y habilidades. Frecuentemente, sus actividades causan desastres que interfieren en la vida de Ethan. Carol posee una gran plantación de marihuana y suele tener problemas con sus clientes y los traficantes, vivos o muertos, que hacen que al final tenga que pedirle ayuda a su hijo Ethan. Jim dejó su trabajo para intentar hacerse un actor de éxito, ya que cree que esa es su habilidad no desarrollada y por ello lucha siempre obtener algún papel hablado y no ser un simple figurante en las películas. Jim suele tener aventuras, y es un amante de los bailes de salón, afición que comparte con Kam Fong, un mafioso chino. Por otro lado, Ethan se siente bastante atraído por Kaitin, pero la llegada de un antiguo novio de esta, los dramas familiares de Ethan y el caos en Neutronis, impiden que pueda surgir algo entre ellos.
Durante el progreso de la serie, Steve, el jefe de Ethan, se enamora de Carol e intenta ganarse su amor. Jim se pone celoso ante las insinuaciones de Steve y pide ayuda a Kam Fong para que se encargue de él. Steve desaparece y deja a los jPod sin jefe, por ello, Steve es sustituido por Alistair, un enfermo mental pero genio ingeniero informático, que hace la vida imposible a los jPod.

## Ficha artística
David Kopp como Ethan Jarlewski, un venteañero especialista en efectos especiales gore. Ethan estaba estudiando medicina hasta que consiguió el trabajo en Neutronics Arts, presumiblemente antes del 1 de enero de 2000. Ethan ha sido cuidado durante toda su vida, pero ha sufrido durante bastante tiempo arreglando los problemas de su familia y los de la gente que le rodea. Además de sentirse atraído por Kaitlin, le encanta coleccionar sneakers (zapatillas de deporte), ordenadores y videojuegos antiguos.
Emilie Ullerup como Kaitlin Joyce, la nueva miembro de jPod, una americana que aprendió todo en la compañía californiana Apple. Kaitlin creció en un ambiente pobre, pero consiguió salir ofreciéndose como madre de alquiler. Desafortunadamente, haberse quedado embarazada impidió que consiguiese graduarse en el instituto, algo que consigue finalmente durante el transcurso de la serie. Kaitlin es bastante pelota, intenta complacer a sus jefes siempre que puede y está desesperada por salir del grupo de vagos que es jPod. Con el paso del tiempo Kaitlin va acomodándose al grupo, y aparte de ser una amante del medio ambiente, no deja de ser una trabajadora que se esfuerza todo lo que puede. siendo la trabajadora más eficiente de jPod. Ella y Ethan comienzan a salir a lo largo de la serie. Por otro lado Kaitlin era la imagen de una marca de adelgazamiento ya que antes estaba obesa y ahora había perdido casi todo su sobrepeso.
Ben Ayres como Vaquero Cáncer (su nombre real en la serie es Casper Jesperson), es un conjunto de vicios como fumar, beber jarabe para la tos y ser adicto al sexo. Sus padres le llamaban Vaquero Cáncer por el vaquero que anunciaba Marlboro y que murió de cáncer de pulmón para intentar asustarle y que dejara  fumar, pero el plan no funcionó ya que Vaquero empezó a fumar porque era muy guay. Los padres de vaquero murieron en un de suicidio ritual pactado cuando él tenía 10 años, y esto le dejó una obsesión enfermiza por la muerte. Fue a Yale, pero dejó de estudiar cuando consiguió su trabajo en Neutronics Arts como programador.
Steph Song como Bree, una chica perfeccionista y Junior Cougar. Los padres chinos de Bree fueron muy estrictos con ella creando unos estándares de perfección muy altos y difíciles de alcanzar para la satisfacción de sus padres, por ello la han hecho sentirse inadecuada por no haber nacido hombre. Esto le ha hecho tener una personalidad y comportamiento perfeccionista. Bree es una Junior Cougar o una Puma. Ella está intentando llegar a ser una cougar (una mujer mayor que intenta ener citas con chicos jóvenes) y por ello organiza encuentros con mujeres con su misma meta. Ella y John Doe comienzan a salir a mitad de la serie.
Torrance Coombs como John Doe (Juan Nadie), un veinteañero que intenta ser lo más satisfactoriamente normal posible. Después de haber crecido en una comuna lesbiana, sin televisión, sin radio, sin refrescos u otros hombres, John Doe decidió que quería dejar sus rarezas atrás en su pasado para intentar ser lo más normal posible. Su nombre real es cuervo de las montañas, pero lo cambió legalmente por john Doe poco después de que la serie con el mismo nombre comenzase a emitirse. John es virgen, pero tiene mucho talento practicando cunnilingus.
Colin Cunningham como Steve Lefkowitz, el nuevo jefe de jPod. Steve es muy amigable, emocional y le gusta abrazar. Tiene un hijo llamado Connor e intenta conseguir su custodia, ya que está separado. Al comienzo de la serie Steve quiere agradar a su hijo añadiendo cosas que le gusten, como las tortugas, en el juego que están diseñando en jPod, BoardX. Steve se enamora de Carol, la madre de Ethan, lo que le lleva a ser secuestrado, forzado a trabajar como esclavo en China y a ser adicto a la heroína.
Sherry Miller como Carol Jarlewski, madre de Ethan. Mientras que parece ser la típica ama de casa y madre, Carol posee una plantación de Marihuana, hace de vendedora de drogas y ha tenido algún accidente provocando la muerte de los que le rodean en el mundo de las drogas. Es hija de un oficial de policía, y por ello tiene una extensa colección de armas con las que se defiende bastante bien. Carol desea ser abuela por eso manipula a sus hijos e interfiere en sus vidas.
Alan Thicke como Jim Jarlewski, padre de Ethan. Jim está intentando llegar a ser actor pero no tiene talento y por eso sólo le dan papeles de extra. Jim es un campeón en bailes de salón y a veces discute con su mujer por esta razón. Cuando Jim piensa que está perdiendo a su mujer por culpa de Steve pide ayuda a kam Fong para buscar una solución al problema.
Raugi Yu como Kam Fong, un mafioso chino. Kam está envuelto en tráfico humano, drogas, pornografía y otras actividades ilegales. Kam tiene bastante éxito con las mujeres y además es un gran amante de los bailes de salón, razón por la cual establece una gran amistad con Jim Jarlewski. Kam es un gran amigo pero un peligroso enemigo.

## Ficha de doblaje
| Actor original   | Personaje       | Actor de doblaje ( España) |
| David Kopp       | Ethan Jarlewski | Sergio Mesa                |
| Emilie Ullerup   | Kaitlin Joyce   | Mar Nicolás                |
| Ben Ayres        | Vaquero Cáncer  | Óscar Redondo              |
| Steph Song       | Bree            | Ariadna Jiménez            |
| Torrance Coombs  | John Doe        | Jordi Navarro              |
| Colin Cunningham | Steve Lefkowitz | Ignacio la Torre           |
| Sherry Miller    | Carol Jarlewski | Teresa Manresa             |
| Raugi Yu         | Kam Fong        | Jesús López                |
| Peter Benson     | Greg Jarlewski  | Ángel del Río              |
| Dena Ashbaugh    | Jennifer        | Pilar morales              |

## Cancelación
El 7 de marzo de 2008 CBC television anunció la cancelación de jPod. Después de ganar grandes elogios, "... jPod trasciende la demografía con su ingenio, estilo, humor y originalidad". La CBC cambió el programa a los viernes por la noche, hecho que produjo un descenso en su audiencia. "jPod ha estado en apuros desde febrero, cuando la CBC la movió de la mitad de la semana a los viernes por la noche, cuando los espectadores son más difíciles de atraer". La cancelación de jPod provocó el levantamiento de los fanes de la serie en su defensa.
El 28 de marzo de 2008 la CBC emitió los episodios fuera del orden establecido, emitiendo el episodio 12 en vez del 11. Sin embargo, la CBC puso en emisión el capítulo 11 en su página WEB de Canadá.

## Banda sonora

### Episodio 1: I Love turtles
- Fndmntl - Celly cue
- The tragically hip - Flamenco
- Tegan and Sara - Walking with a ghost
- Bonobo - Noctuary
- Stars - What the snowman learned about love

### Episodio 2: A fine bro-mance
- Chromeo - Tenderoni
- Cassette won't listen - The sidewalk cruise
- Bonobo - Noctuary
- Joel Plaskett - Fashionable people
- Linda Martínez - Cha cha
- Bonobo - Ketto
- Linda Martínez - High society social
- Thaddeus Hillary - Dance And Swing
- Mr. Scruff - Blackpool Roll
- The dragons - Food for my soul

### Episodio 3: Emo-tion capture
- Bonobo - Wayward Bob
- Datarock - Fa-Fa-Fa
- Bonobo - Ketto
- DJ Vadim - Black is the night
- Bonobo - The plug
- Sorce and Smoxz - Spank pod
- Young & Sexy - Life through one speaker
- Robert Cote Jr. - Lay me down
- Milosh - It's over

### Episodio 4: Feed the need
- Elliot Lipp - Flashlight
- Datarock - The most beautiful girl in the world
- Bonobo - Transmission 94
- Panurge - Listen to your own

### Episodio 5: Crappy birthday to you
- Pointed sticks - What do you want me to do
- Chromeo - My girl is calling me a liar
- Ethan's karaoke version - All out of love

### Episodio 6: The hero's journey
- Cold cut - Man in the garage
- Fndmntl - Bodega dub
- Nasty on - You're no good
- Dream life misery - Out Of Nowhere
- Mr. Scruff - Sea Mammal
- Sons of freedom - You're no good
- Cassettes won't listen - The sidewalk cruise
- When in Rome - The promise
- The seams - Things are gonna get worse

### Episodio 7: SpriteQuest
- Bonobo - Walk in the sky
- Elliot lipp - Neutral
- Bonobo feat. Fink - If you stayed over
- Datarock - Night flight to Uranus
- Casettes don't listen - To aave a crush
- Sorce - Breakin' ass
- Telefon Tel Aviv - John Thomas on the inside is nothing but foam

### Episodio 8: The last shot
- Bonobo - Noctuary
- The dragons - Sandman
- Fndmntl - Camouflage
- Stars - What the snowman learned about love
- Remy Shand - Everlasting
- Stars - Elevator love song

### Episodio 9: Fine China
- The payolas - China boys
- Agoria - Baboul hair cutton' feat. Scalde
- Fink - If only

### Episodio 10: The Betty and Veronica syndrome
- Fndmntl - Buttergroove
- Bonobo - Ketto
- Fink - Pretty little thing

### Episodio 11: Senseless prom death
- Fndmntl - Buttergroove
- Steve Rio - Shine on me
- Fndmntl - Fireside
- Fndmntl - Minutae5
- Eliot Lipp - Neutral
- Cinematic orchestra - To build a home
- Images in Vogue - Call it love
- Men without hats - The safety dance
- Sheriff - When I'm with you
- Payolas - Eyes of a stranger
- Neverending white lights - Always

### Episodio 12: Steve leaves
- Fndmntl - Why
- Bonobo - The fever
- The awkward stage - West van girl
- Panurge - Black box
- Bonobo - Between the lines
- Tegan & Sara - Back in your head

### Episodio 13: Colony collapse disorder
- Panurge - Le pétit citrouille
- Echo Pilot - Woob ray dub
- Sinewave - A ton of automotons
- Veal - Skid
- Othello 9 - Droan
- Fink - So long
- Bonobo - The plug
- Cassettes won't listen - To have a crush
- Fischerspooner - Emerge
- Telefon Tel Aviv - Sound in a dark room
- Honeycut - The day I urned to glass

## Distribución digital (CanadáCanadá)
En Canadá, jPod está disponible vía streaming on demand en la página web de la CBC.